# Alan (가수)
알란(alan, 본명: 알란 다와 돌마(티베트어: ཨ་ལན་ཟླ་བ་སྒྲོལ་མ་, 중국어 간체자: 阿兰·达瓦卓玛, 정체자: 阿蘭·達瓦卓瑪, 병음: Ālán Dáwǎzhuómǎ 아란 다와줘마[*]), 1987년 7월 25일 ~ )은 일본에서 활동하는 티베트족 출신의 중국인 여성 가수이다.

## 발자취
- 2007년 11월, 각본가 노지마 신지가 작사를 담당한 《明日への讃歌》로 데뷔했다.
- 2008년, 영화 《적벽대전: 거대한 전쟁의 시작》의 전 세계 주제가를 노래했다.
- 2009년 3월 4일에 첫 번째 정규 음반인 《Voice of EARTH》를 발매했다.

## 음반 목록

### 일본 발매 음반

#### 싱글
1. 明日ヘの讚歌 (2007년 11월 21일)
2. ひとつ (2008년 3월 5일)
3. 懷かしい未来 ~longing future~ (2008년 7월 2일)
4. 空唄 (2008년 8월 13일)
5. 風の手紙 (2008년 9월 10일)
6. RED CLIFF ~心·戦~ (2008년 10월 15일)
  - 영화 《적벽대전 - 거대한 전쟁의 시작》 주제가
7. 惠みの雨 (2008년 11월 12일)
8. 群青の谷 (2009년 2월 4일)
9. 久遠の河 (2009년 4월 8일)
  - 영화 《적벽대전 2 - 최후의 결전》 주제가
10. BALLAD ~名もなき恋のうた~ (2009년 9월 2일)
11. Swear (2009년 11월 4일)
12. Diamond/Over the clouds (2010년 2월 3일)
13. 風に向かう花 (2010년 7월 7일)
14. 悲しみは雪に眠る (2010년 10월 13일)
15. みんなでね 〜PANDA with Candy BEAR's〜／「生きる」 (2011년 6월 29일)
16. DREAM EXPRESS 〜夢現空間超特急〜 (2013년 8월 21일)
17. 道標 (2015년 11월 6일)

#### 앨범
1. Voice of EARTH (2009년 3월 4일)
2. my life (2009년 11월 25일)
3. JAPAN PREMIUM BEST (2011년 3월 2일)

### 중국 발매 음반
1. 心・战 〜RED CLIFF〜 (2008년 6월 20일)
2. 心的東方 (2009년 7월 10일)
3. 蘭色〜Love Moon Light〜 (2010년 4월 15일)
4. Love Song (2012년 6월 18일)
5. 蓦兰 (2014년 7월 14일)
6. 十念 (2017년 11월 24일)